# هربرت ميتلاند
هربرت ميتلاند (بالإنجليزية: Herbert Maitland)‏ (12 نوفمبر 1903 في أستراليا - 23 مايو 1977 بسيدني في أستراليا) هو جراح وملاكم أسترالي.